# Саксонська Швейцарія

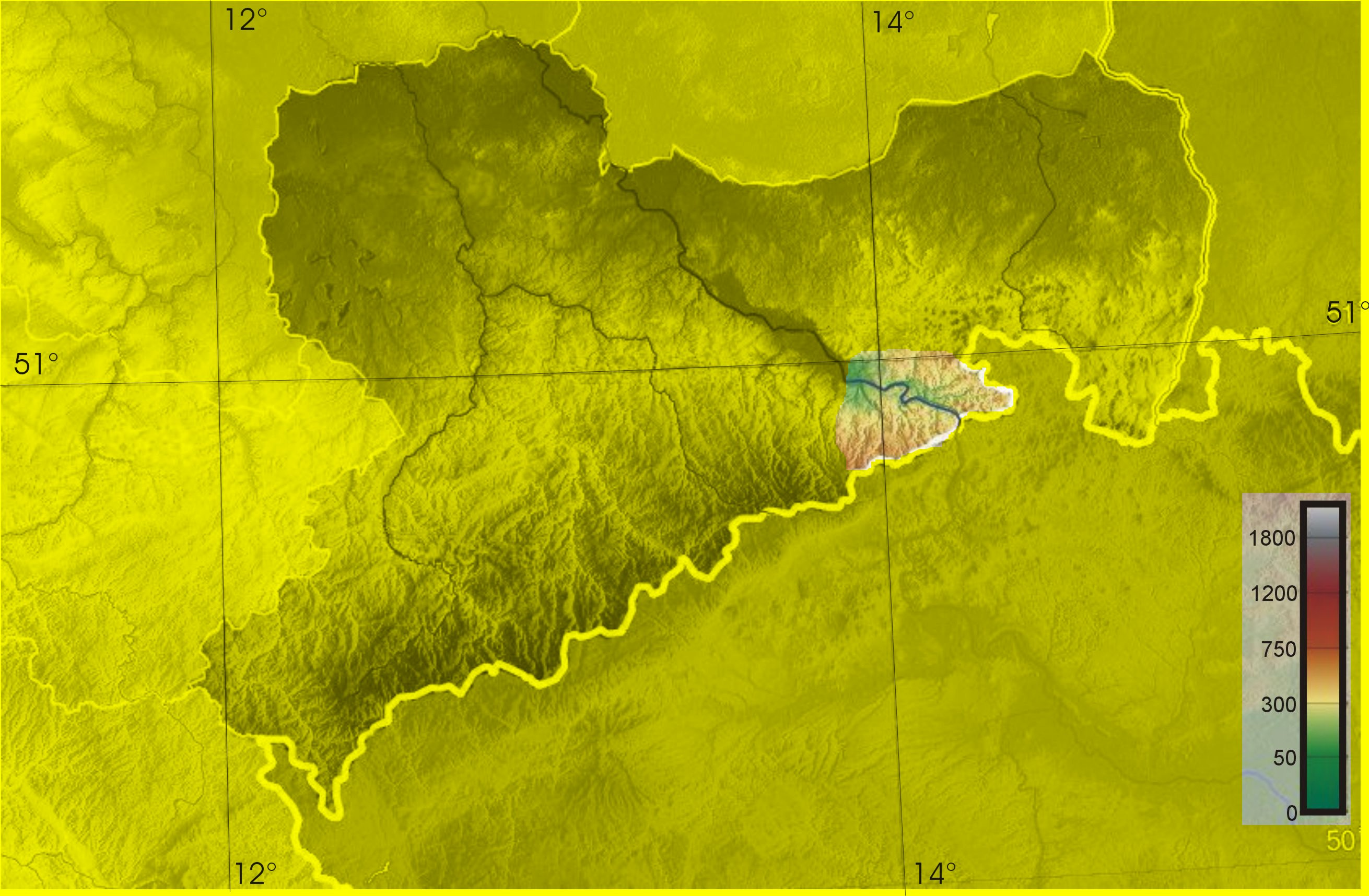
Фізична карта Саксонської Швейцарії

50°55′13″ пн. ш. 14°08′37″ сх. д. / 50.9204° пн. ш. 14.1435° сх. д.
Саксонська Швейцарія (нім. Sächsische Schweiz) — німецька частина Ельбських пісковикових гір. Знаходиться у верхній течії річки Ельби недалеко від Дрездена.

## Назва
Назва Саксонська Швейцарія виникла в XVIII столітті і походить від швейцарських художників Адріана Цінгга та Антона Графа. Ландшафт їм нагадував рідні краї, швейцарську Юру. До цього саксонську частину Ельбских пісковикових гір називали «майсенським плато». Нова назва стало популярною після публікацій Гетцінгера. У своїх книгах він описав Саксонську Швейцарію і зробив назву відомою широкій публіці.

## Національний природний парк
У 1990 році у цьому регіоні було створено національний парк площею 93,5 кв. км.

## Пам'ятки
- Бастай
- Фортеця Кенігштайн
- Ліліенштайн, Шраммштайне, Пфаффенштайн з Барбарине
- Ліхтенгайнський водоспад
- Кушталь
- Вольфсберг
- Кайзеркроне і Циркельштайн
- Фортеця Штольпен
- Felsenbühne Rathen

## Галерея

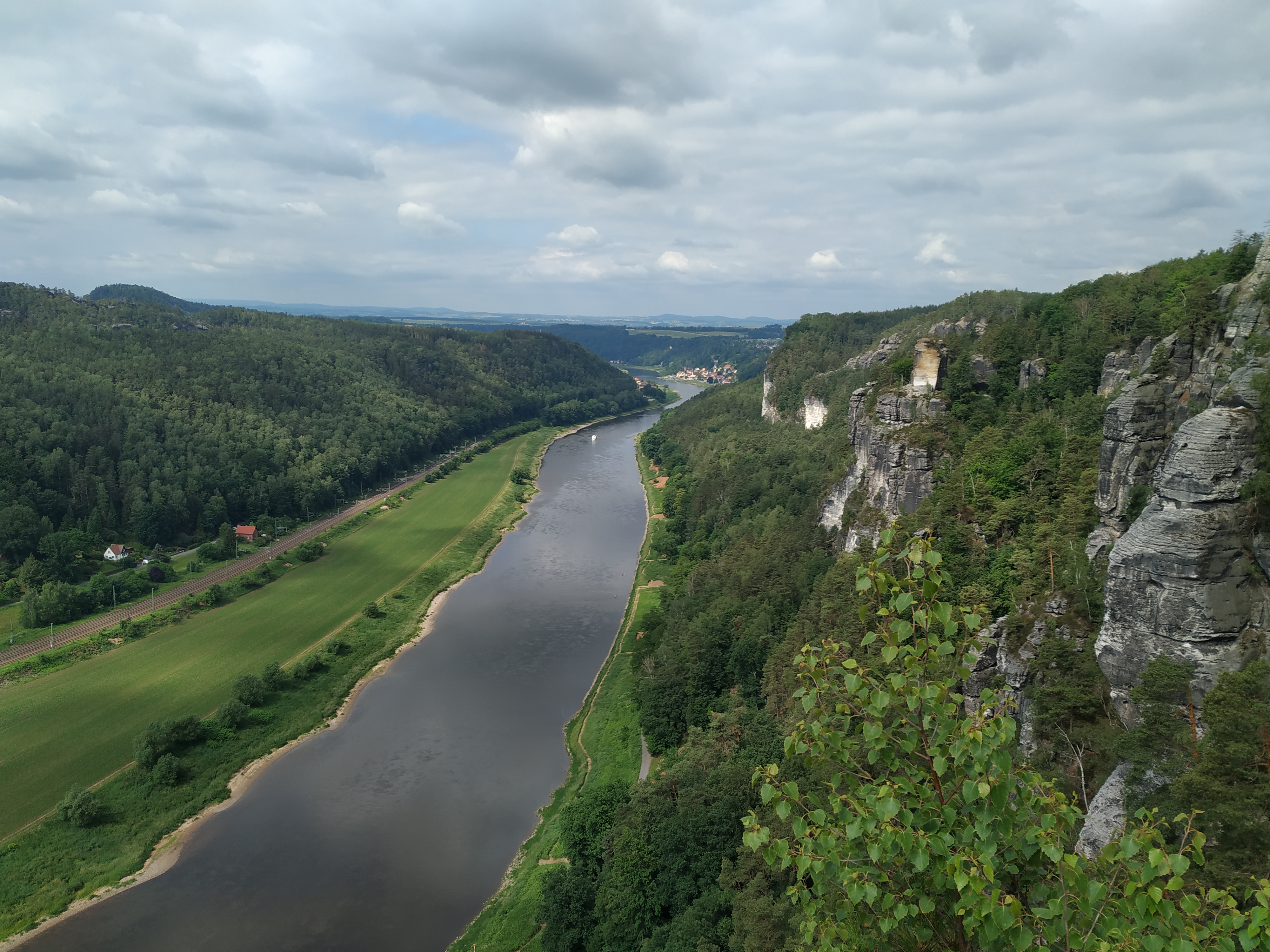
Вид на Ельбу біля містечка Ратен
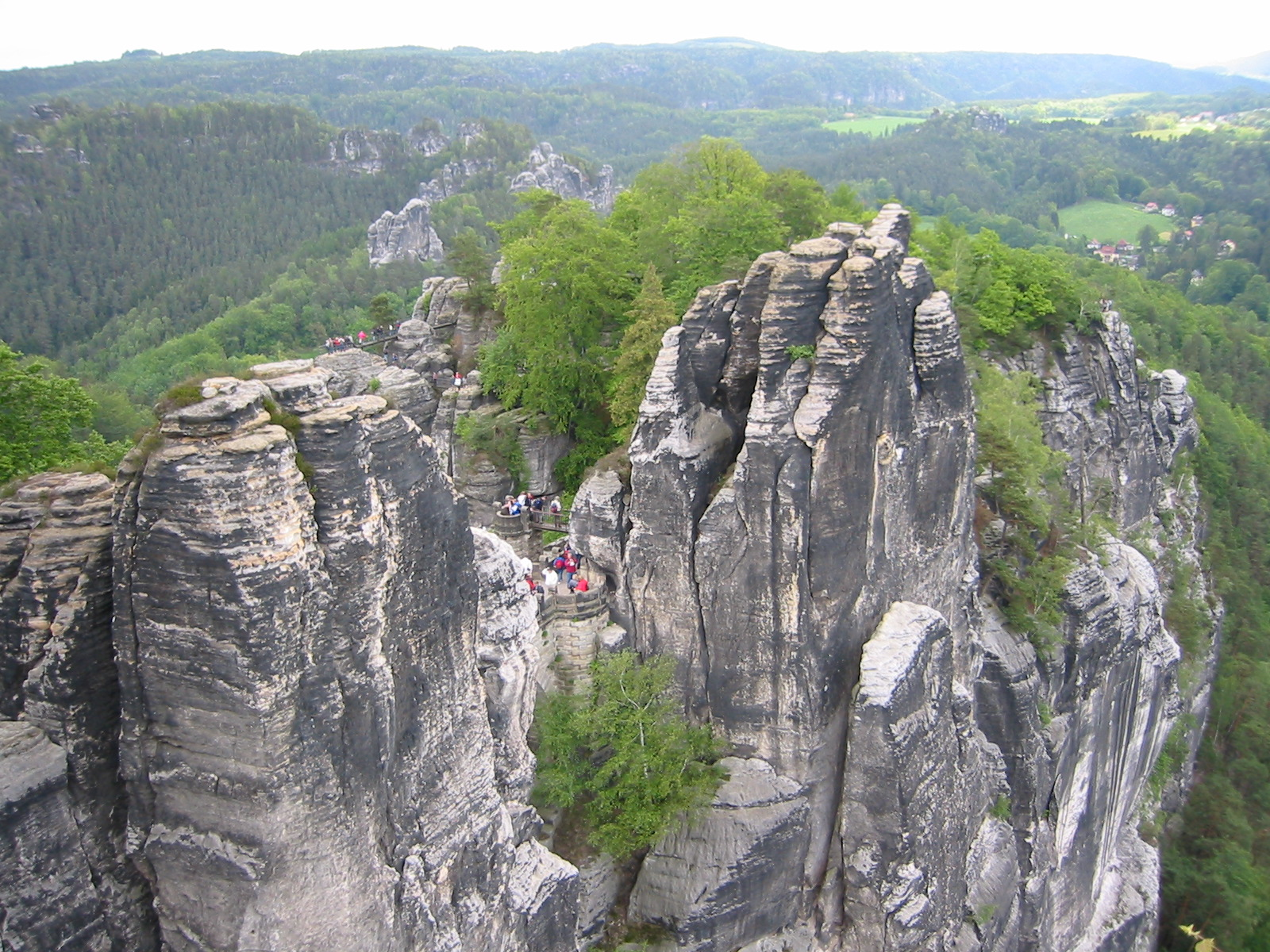
Бастай
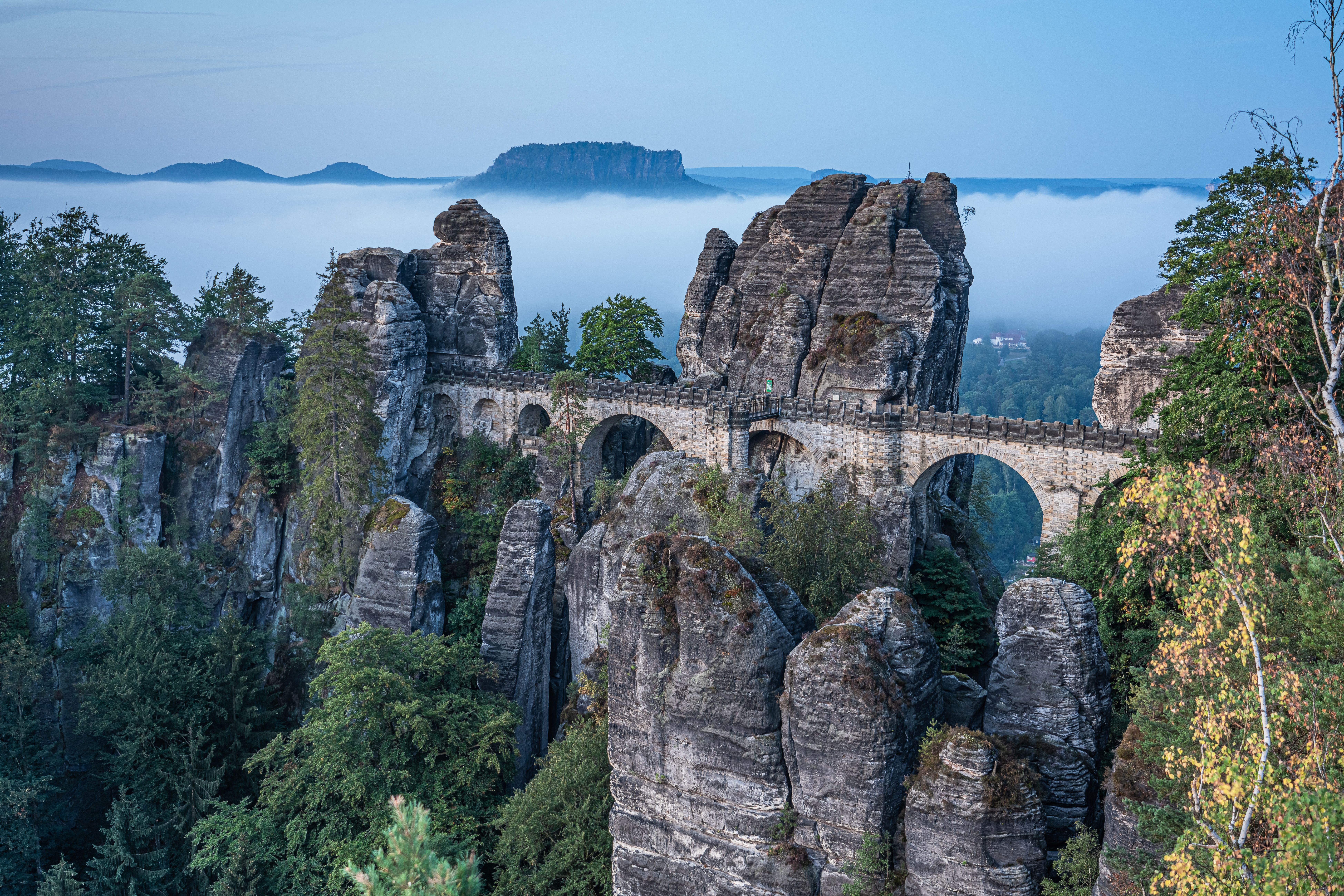
Бастай
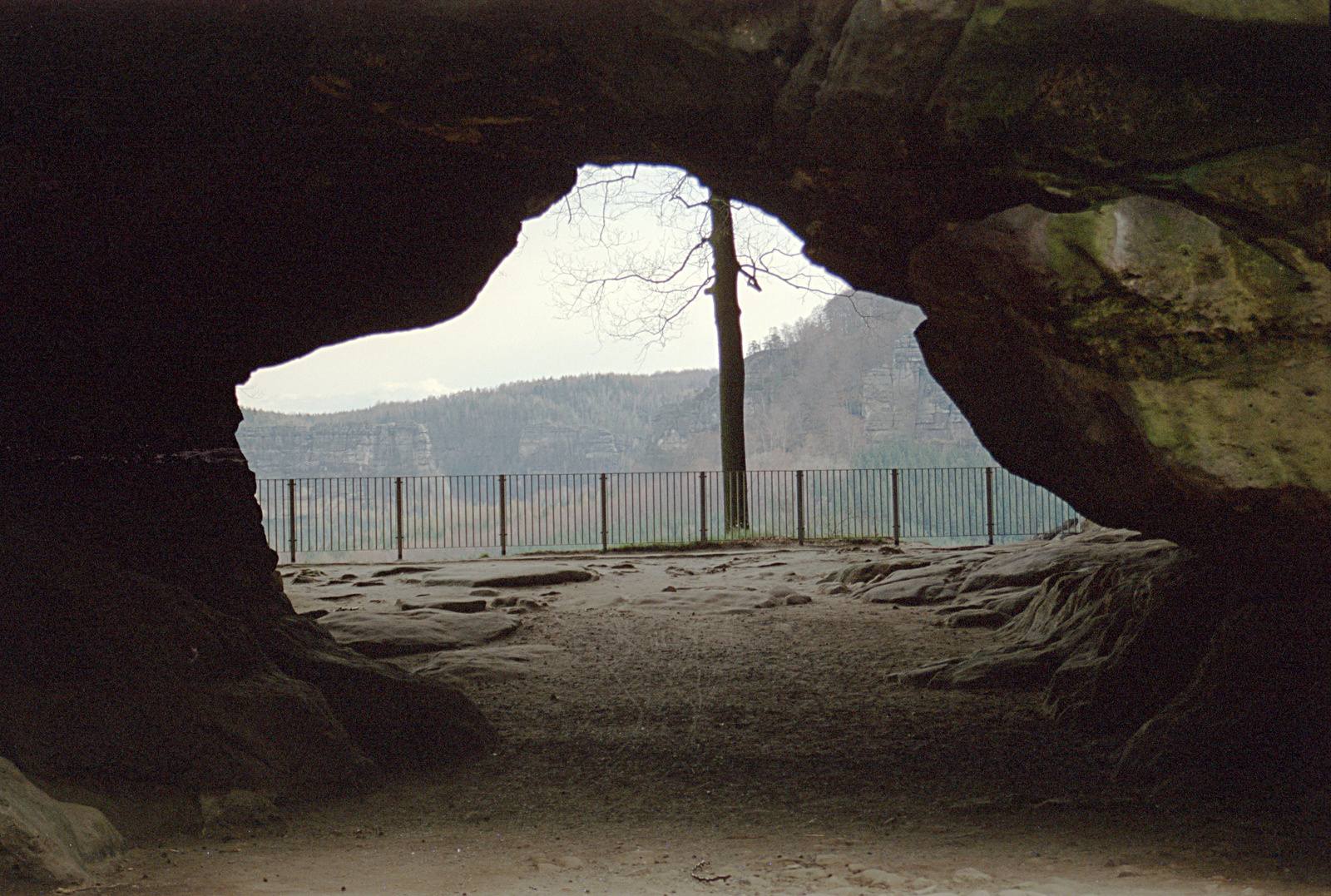
Кушталь